# Капитан Кидд (фильм)
«Капитан Кидд»  (англ. Captain Kidd) — американский приключенческий фильм 1945 года с Чарльзом Лоутоном, Рэндольфом Скоттом и Барбарой Бриттон в главных ролях.
Режиссёром был выбран Роулэнд Ли, что стало его последней работой перед уходом на пенсию, продюсерами выступили Бенедикт Богоус и Джеймс Нассер.
Музыку дирижировал Вернер Янссен.
Фильм выпущен компанией United Artists и позднее оказался в общественном достоянии, потому как продюсеры не позаботились о продлении авторских прав в 1972 году.

## Сюжет
События фильма происходят на Мадагаскаре. На протяжении веков данный остров оставался наиболее кровавым местом посреди всех морей — ведь именно с него пираты захватывали корабли, которые шли из Индии. После пираты собирались в своих потаенных местах и занимались разделом добычи. Самой большой жестокостью среди пиратов славился капитан Кидд. Его шхуна с пиратами, пришвартовавшись под видом торгового судна к борту принадлежащего Англии галеону «Двенадцать апостолов», идущему из Индии, варварски разграбила его и уничтожила команду.
Но легендарный пират не остановился на достигнутом. Он вернулся в Лондон, представился как честный мореход и попросил поддержку у короля. Он получил назначение капитаном на одно из судов, которому предстоит сопровождать корабль, идущий из Индии. Капитан набрал себе в команду бывших пиратов для того, чтоб повторить нападение на корабль, который им предстоит охранять и приумножить собственные богатства. И вот, казалось бы, задумка ему практически удалась и, считая себя в безопасности, Кидд предстает перед королем Вильгельмом III с сокровищами Великих Моголов, чтобы потребовать свою награду (аристократический титул и поместье лорда Блейна), но насколько бы не был хитёр флибустьер, Адам Мэрси, сын капитана разграбленного галеона «Двенадцать апостолов» оказался хитрее (Адам единственный, кто остался среди живых из команды того галеона). Парню удалось разоблачить двуличного капитана и сдать того властям. Он узнает, что Мерси и леди Энн выжили и свидетельствуют против него в суде. Люди короля нашли добычу из «Двенадцати апостолов» после обыска каюты Кидда на его судне, стоящем в Портсмуте. Король в гневе. Кидда судят, осуждают и вешают. Анна и Адам Мерси женятся с благословения короля.

## В ролях
- Чарльз Лоутон — капитан Уильям Кидд
- Рэндольф Скотт — Адам Мэрси
- Барбара Бриттон — леди Анна Данстан
- Джон Кэррадайн — Пови по прозвищу «Апельсин»
- Гилберт Роланд — Хосе Лоренцо
- Джон Куолен — Бартоломью Бливенс
- Шелдон Леонард — Киприан Бойл
- Уильям Фарнум — капитан Роусон
- Генри Дэниелл — король Вильгельм III
- Реджинальд Оуэн — Кэри Шедвелл (слуга капитана Кидда)
- Эбнер Биберман — Теодор Блейдс (в титрах не указан)
- Гарри Кординг — тюремный надзиратель Ньюгейта
- Рэй Тил — Майкл О’Шон (в титрах не указан)
- Фредерик Уорлок-Ландерс — начальник тюрьмы Ньюгейт (в титрах не указан)

## Факты
- Персонаж капитана Кидда основан на реально существовавшем пирате Уильяме Кидде[3]. Однако история[4] не имеет ничего общего с жизнью подлинного героя. Сам фильм содержит исторически неверный материал, в том числе сцену из Лондона, показывающую Тауэрский мост за двести лет до его постройки[4]. Также, у Кидда отобрали лондонскую команду заключённых перед отплытием из Англии, и он был вынужден найти новую команду в Нью-Йорке[3].
- Кастинг Чарльза Лоутона был объявлен в декабре 1944 года. Лоутон при этом заявил, что давно интересовался ролью Кидда, и ему понравилась возможность показать свою актёрскую универсальность[5]. Чуть позднее Роулэнд Ли был назначен режиссёром. В январе 1945 года Рэндольф Скотт подписал контракт на главную романтическую мужскую роль[6]. Съёмки начались 25 января[7] Он был снят в студии общего обслуживания с использованием лодки, которая была построена для «Чёрного лебедя» и использовалась также при создании «Принцессы и пирата»[8][9]. Реджинальд Оуэн был позаимствован у студии MGM[10].
- Фильм был номинирован на премию «Оскар» за лучший оригинальный саундтрек на 18-й церемонии награждения[11].
- В своих мемуарах Никита Хрущёв отметил, что это был один из любимых фильмов Иосифа Сталина, который отождествлял себя с бескомпромиссным капитаном.